# Ovambolandia
Ovambolandia fue un bantustán o patria (homeland), situado en el norte de África del Sudoeste (hoy Namibia), establecido en 1968. En 1973 le fue otorgada la independencia nominal, aun cuando no fue reconocido como país por la comunidad internacional.

## Formación

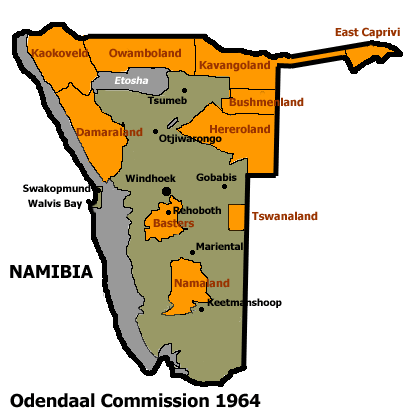
Bantustanes en el territorio de África del Sudoeste con Ovambolandia al centro y norte del país.

Su creación fue producto de la política de desarrollo separado que el gobierno de Sudáfrica implementó como parte de su sistema de apartheid durante la ocupación y administración de la antigua colonia alemana de África del Sudoeste.
La premisa principal detrás de su creación fue la de dedicar un área de territorio reservada exclusivamente para los miembros de la etnia ovambo, donde éstos pudieran desarrollarse en forma aislada de las zonas reservadas a los blancos.
La región ocupó un área de 52.072 km² y, según el Reporte Odendaal publicado en 1964, contaba con una población de 239.000 habitantes para esa época.

## Disolución
Las elecciones de 1973, promovidas por el gobierno de Sudáfrica, fueron boicoteadas y tan sólo votó el 2.5 % de los electores. Al igual que todos los demás bantustanes de África del Sudoeste, fue disuelto como país y como organización administrativa en mayo de 1989, al principio del periodo de transición a la independencia de toda Namibia.
En la actualidad el territorio de este bantustán está distribuido entre cuatro de las 13 regiones administrativas de Namibia.